# 4041 Miyamotoyohko
4041 Miyamotoyohko је астероид главног астероидног појаса чија средња удаљеност од Сунца износи 3,012 астрономских јединица (АЈ).
Апсолутна магнитуда астероида је 11,4.